# Bad Nauheim
Bad Nauheim é uma cidade no estado federal de Hesse e no distrito Wetteraukreis da Alemanha.
Bad Nauheim é uma estância termal famosa pelas suas nascentes de água salgada, que são utilizadas no tratamento de doenças dos sistemas cardiovascular e nervoso, em banhos "efervescentes" (com bolhas de dióxido de carbono.
Nos arredores de Bad Nauheim situa-se o castelo de Langenhain-Ziegenberg, que serviu como um dos quartéis-generais de Hitler durante a Segunda Guerra Mundial